# Yasumi Kobayashi
Pour les articles homonymes, voir Kobayashi.
Yasumi Kobayashi (小林 泰三, Kobayashi Yasumi), né le 7 août 1962 à Kyoto et mort le 23 novembre 2020, est un écrivain japonais d'horreur et de science fiction.
Sa nouvelle Umi wo Miru Hito remporte le prix Hayakawa de la meilleure nouvelle en 1998. Deux autres sont en lice pour le prix Seiun de la meilleure nouvelle : Sora kara Kaze ga Yamu Toki en 2003, et Arakajime Kettei Sareteiru Ashita en 2004.
En 2009, il est cité comme « Meilleur auteur étranger » pour le prix Galaxy en langue chinoise.

## Œuvres
- Umi wo miru hito, 1998
- Arakajime kettei sareru ashita, 2003
- Sora kara kaze ga yamu toki, 2004
- Arisu goroshi (titre français Le meurtre d'Alice), 2013, ed. d'Est en Ouest, traduction d'Alice Hureau
- Kurara goroshi (titre français Le meurtre de Clara), 2016, ed. d'Est en Ouest, traduction d'Alice Hureau
- Doroshii goroshi (Le meurtre de Dorothée), 2018
- Tinkaa Beru goroshi (Le meurtre de la fée clochette), 2020